# تی جی وات
ترنت جردن وات (متولد ۱۱ اکتبر ۱۹۹۴) که با نام تی جی وات شناخته می‌شود یک مدافع فوتبال آمریکایی است که برای تیم پیتسبورگ استیلرز در لیگ ملی فوتبال (NFL) بازی می‌کند.
او در پیواکی، ویسکانسین بزرگ شد. پدرش ۲۵ سال آتش‌نشان بود و مادرش معاون یک شرکت بازرسی مستقل است. او دو برادر بزرگتر به نام‌های جی جی و درک دارد که هر دو در ویسکانسین بازی کردند. ترنت جردن وات در ۹ ژوئیه ۲۰۲۲ با بازیکن حرفه ای فوتبال دنی رودز ازدواج کرد.